# Walter Nagel

Walter Nagel, ca. 1934

Walter Nagel (* 1. Juni 1901 in Wellinghofen; † 29. Juni 1943 in Malzewo bei Tubschewsk) war ein deutscher Politiker (NSDAP).

## Leben und Wirken
Walter Nagel wurde als Sohn eines Lehrers geboren. Nach dem Besuch der Volksschule in Berghofen (1907–1911), des Realgymnasiums in Hörde (bis 1917) und des Gymnasiums in Dortmund (bis 1919) studierte Nagel Bergkunde an den Bergakademien in Clausthal (bis 1925) und Freiberg in Sachsen, wo er 1926 das Examen zum Bergingenieur (Diplomingenieur) ablegte. Zwischendurch gehörte er vom 15. März 1919 bis zum 17. Mai 1920 dem Grenzschutz an der deutschen Ostgrenze und der Reichswehr an. Während seines Studiums wurde er 1921 Mitglied der Burschenschaft Arminia Dresden.
Vom 1. März 1927 bis zum 31. Dezember 1927 war Nagel als Grubensteiger in der Zeche Arenberg-Fortsetzung tätig, danach arbeitete er bis zum 30. Juni 1930 als Kokereiassistent in der Prosper II, anschließend bis zu seiner fristlosen Entlassung am 13. Dezember 1932 als Grubensteiger auf Schacht Prosper III in Bottrop. 1928 bis 1930 wohnte er in Essen.
Zum 1. September 1930 trat Nagel in die NSDAP ein (Mitgliedsnummer 316.086). Im Februar 1931 wurde er Ortsgruppenbetriebswart in Bottrop, dann bis zum Juli 1931 Gaubetriebszellenobmann der NSBO im Gau Westfalen-Nord. Anschließend war er bis April 1934 Landesobmann der NSBO für das nördliche Westfalen. Im Mai 1933 folgte schließlich seine Ernennung zum Bezirksleiter der Deutschen Arbeitsfront (DAF) im Bezirk Westfalen.
Von März 1933 bis zum August 1934 saß Nagel als Abgeordneter der NSDAP im deutschen Reichstag, in dem er den Wahlkreis 17 (Westfalen Nord) vertrat. Im Sommer 1934 wurde er wegen „parteischädigenden Verhaltens“ auf Betreiben von Robert Ley amtsenthoben und im August 1934 aus der NSDAP ausgeschlossen. Sein Nachfolger im Reichstag wurde Ferdinand Schürmann. Im Mai 1933 wurden die Vorstände von freigewerblichen Unternehmen abgesetzt. In diesem Zuge war die Büchergilde Gutenberg von der NSBO übernommen worden und Nagel hatte sich zum kommissarischen Vorsitzenden des Bildungsverbandes der Deutschen Buchdrucker ernannt. In dieser Funktion setzte er Otto Jamrowski als kommissarischen Leiter der Büchergilde Gutenberg ein. Es kam zu Machtkämpfen in der DAF, welche dann letztendlich Nagel und auch Jamrowski zum Opfer fielen. Nagel hatte in seiner Funktion als Bezirksleiter der DAF einen Appell zur Arbeitsstreckung herausgegeben und sich damit den Unmut der Großunternehmen provoziert. Als er dann im November 1933 an den Preiserhöhungen Anstoß nahm und die „Hyänen von Volksgenossen“ davor warnte, die „nationalsozialistische Revolution zur Befriedigung ihrer Profilgier“ auszunutzen, hatte er sich so klar positioniert, dass die DAF eine Beschwerde in der Reichskanzlei gegen ihn anbrachte, um Nachteile bei der Wahl auszuschließen. Nach dem Ausschluss aus der NSDAP folgte ein Strafverfahren, welches mit einer Verurteilung Nagels zu drei Jahren Zuchthaus endete. Zusätzlich musste er 6.000 Reichsmark wegen Unterschlagung, Vermögensaneignung bzw. Untreue zahlen. Die Anklage war zustande gekommen, da bekannt geworden war, dass 140.000 Mark in der DAF-Kasse des Bezirks fehlten. Diese hatte Nagel, um standesgemäß auftreten zu können, für ein Privatflugzeug mit Piloten ausgegeben. Im Zuge des Verfahrens wurden weitere Personen der DAF bestraft, u. a. der Adjutant von Nagel, Adolf Uhle.
Nagel nahm als Gefreiter am Zweiten Weltkrieg teil. Er starb am 29. Juni 1943 in Malzewo bei Tubschewsk. Sein Grab befindet sich der Kriegsgräberfürsorge zufolge in Brjansk.